# فاصولياء مجنحة
الفاصوليا المجنحة أو الفاصوليا المربعة (الاسم العلمي: Psophocarpus tetragonolobus)، والمعروفة أيضًا باسم فاصوليا غوا، والفاصوليا ذات الزوايا الأربع، وفاصوليا مانيلا، وفاصوليا الأميرة، وفاصوليا النجمة، وفاصوليا كامرانجي، والبازلاء، وفاصوليا التنين، هي نبات عشبي استوائي من فصيلة البقوليات.
تحظى الفاصوليا المجنحة بشعبية واسعة بين المستهلكين والمزارعين في جنوب آسيا وجنوب شرق آسيا لتنوع استخداماتها ومقاومتها للأمراض. الفاصوليا المجنحة غنية بالعناصر الغذائية وجميع أجزاء النبات صالحة للأكل. يمكن تناول أوراقها مثل السبانخ، كما يمكن استخدام زهورها في السلطات، ويمكن تناول درناتها نيئة أو مطبوخة، ويمكن استخدام بذورها بطرق مماثلة لفول الصويا. الفاصوليا المجنحة هي نوع غير مستغل بشكل كاف ولكن لديها القدرة على أن تصبح محصولًا غذائيًا رئيسًا متعدد الاستخدامات في المناطق الاستوائية في آسيا وإفريقيا وأمريكا اللاتينية.

## الوصف

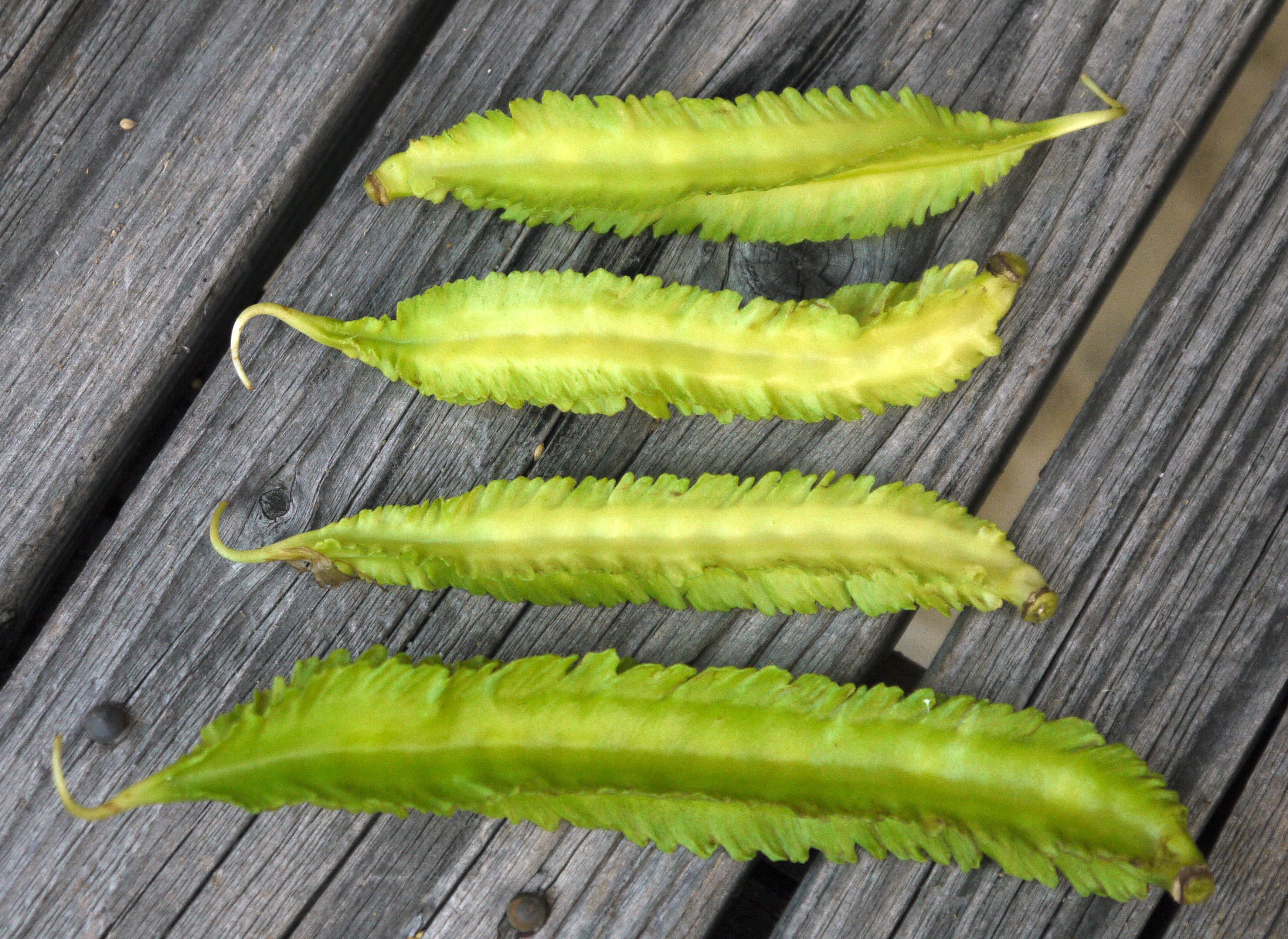
قرون فاصولياء مجنحة.

ينمو نبات الفاصوليا المجنحة على شكل كرمة متسلقة، حيث يلتف على الدعامات بواسطة سيقانه وأوراقه، ويمكن أن يصل ارتفاعه إلى 3-4 أمتار. وهو نبات عشبي معمر، يمكن زراعته سنويًا. وهو أطول بشكل عام وأكبر بشكل ملحوظ من الفاصوليا الشائعة. يمكن أن يصل طول الأوراق إلى 15 سـم (5.9 بوصة). يتراوح شكل أوراقها من البيضاوي إلى الدالي، البيضاوي-الرمحي، الرمحي، والرمحي الطويل. كما يختلف أيضًا لون الأوراق الخضراء بين الأخضر الفاتح والداكن. الجذع عادة ما يكون أخضر اللون، ولكن في بعض الأحيان يكون أرجواني اللون. تتميز أزهار الفاصوليا المجنحة بحجمها الكبير ولونها الأزرق الباهت.
يتنوع ملمس قرون الفاصوليا بين الناعم والخشن، وذلك تبعًا للنمط الجيني للصنف. يتراوح طول القرون عادةً بين 15 و 22 سم، مستطيلة الشكل في المقطع العرضي ، تمتد على طول القرن أربعة أجنحة ذات حواف مُكشكشة. تتميز القرون الصغيرة بجلدها الشمعي ولحمها الشفاف جزئيًا. قد يكون لون القرون كريميًا أو أخضرًا أو ورديًا أو أرجوانيًا. عندما تنضج تمامًا، يتحول القرن إلى اللون البني الرمادي وينقسم ليطلق البذور. شكل البذرة يكون في أغلب الأحيان دائريًا؛ كما توجد أيضًا بذور بيضاوية ومستطيلة. قد تظهر البذور باللون الأبيض، أو الكريمي، أو البني الداكن، أو البني، اعتمادًا على ظروف النمو والتخزين. الفاصوليا نفسها تشبه فول الصويا من حيث الاستخدام والمحتوى الغذائي (29.8% إلى 39% بروتين).

## التصنيف
تنتمي الفاصوليا المجنحة إلى جنس بسوفوكاربوس، وهو جزء من الفصيلة البقولية. الأنواع في جنس بسوفوكاربوس هي أعشاب معمرة تزرع كنباتات سنوية. تمتلك أنواع بسوفوكاربوس جذورًا درنية وبذورًا بأجنحة. يمكنهم التسلق عن طريق لف سيقانهم حول دعامة.

## التوزيع والموئل
من المرجح أن أصلها من غينيا الجديدة، وتنمو الأنواع بكثرة في البلدان الاستوائية الحارة والرطبة في جنوب وجنوب شرق آسيا، وكذلك في إفريقيا الاستوائية. ومن المعروف على نطاق واسع في جنوب شرق آسيا وبابوا غينيا الجديدة، ولكن تُزرع على نطاق صغير فقط.
فضل الفاصوليا المجنحة التواجد في المناطق المفتوحة المشمسة، مثل حواف الحقول والمزارع، كما تُزرع أيضًا في الحدائق المنزلية القديمة، وبدرجة أقل في الغابات.

## علم البيئة

### إنبات
الفاصوليا المجنحة هي نبات ذاتي التلقيح ولكن الطفرات والتهجين العرضي قد تنتج اختلافات في الأنواع. لا يلزم المعالجة المسبقة لبذور الفاصوليا المجنحة في المناخ الاستوائي، ولكن خدش البذور أظهر أنه يعزز معدل إنبات الشتلات. قد يؤدي نقع البذور أيضًا إلى زيادة سرعة الإنبات، كما هو معتاد، ويمكن استخدامه مع الخدش. وقد أُبلغ عن ظهور الشتلات في ظل الظروف الطبيعية للحقل خلال فترة تتراوح بين خمسة إلى سبعة أيام.
تتميز الفاصوليا المجنحة بمعدل نمو سريع يُضاهي البقوليات الأخرى المشابهة، بما في ذلك فول الصويا. تبدأ النباتات بالإزهار بعد فترة تتراوح بين 40 و 140 يومًا من الزراعة. تصل القرون إلى حجمها الكامل بعد حوالي أسبوعين من عملية التلقيح. بعد مرور ثلاثة أسابيع على التلقيح، تبدأ القرون في التصلب وتُصبح ليفية وغير صالحة للأكل كقرون خضراء. وبعد ستة أسابيع من التلقيح، تكون البذور قد نضجت تمامًا وأصبحت جاهزة للحصاد. يختلف تطور الدرنات وإنتاج الزهور وفقًا للنمط الجيني والعوامل البيئية، فبعض أصناف الفاصوليا المجنحة لا تنتج جذورًا درنية. تُعتبر الفاصوليا المجنحة نباتًا استوائيًا في الأصل، وهذا يعني أنها حساسة لطول النهار. فمعظم الأصناف لا تُزهر إلا عندما يقل طول النهار عن 12 ساعة، وهي ظاهرة تُعرف بالاستجابة للفترة الضوئية، ومع ذلك، تم الإبلاغ عن وجود بعض الأصناف التي تُعتبر «محايدة فيما يتعلق بطول النهار»، أي أنها تُزهر بغض النظر عن طول النهار. بما أن الفاصوليا المجنحة تنمو على شكل كرمة متسلقة، فإنها تحتاج إلى هيكل داعم لتنمو عليه بشكل جيد. هناك عدة طرق لتوفير هذا الدعم، منها: النمو على الجدران الخارجية للمنازل والأكواخ والمباني؛ والدعم ضد الأشجار المعمرة الأكبر حجمًا؛ والأوتاد الموضوعة في الأرض عموديًا؛ والهياكل المصنوعة من الأعمدة والأسلاك.
نظرًا لأن النمو المبكر للفاصوليا المجنحة يكون بطيئًا نسبيًا مقارنةً بالأعشاب، فمن الضروري اتخاذ إجراءات وقائية فعّالة للحد من انتشار الأعشاب الضارة. يؤدي النمو المبكر البطيء إلى جعل الفاصوليا المجنحة عرضة لمنافسة الأعشاب الضارة في الأسابيع الأربعة إلى الستة الأولى من النمو. يوصي خان (1982) بإزالة الأعشاب الضارة باليد أو باستخدام جرار يجره حيوان مرتين على الأقل قبل إنشاء نظام الدعم الخاص بالفاصوليا المجنحة.
يمكن زراعة الفاصوليا المجنحة دون إضافة الأسمدة حيث تتميز بقدرتها على تثبيت النيتروجين الجوي، وذلك بفضل وجود بكتيريا تكافلية تعيش في عُقيدات على جذورها. تشمل العوامل التي تؤثر على تثبيت النيتروجين، سلالة الريزوبيوم، والتفاعلات بين السلالة والنمط الجيني للمضيف، والعناصر الغذائية المتاحة ودرجة حموضة التربة.

### ظروف النمو

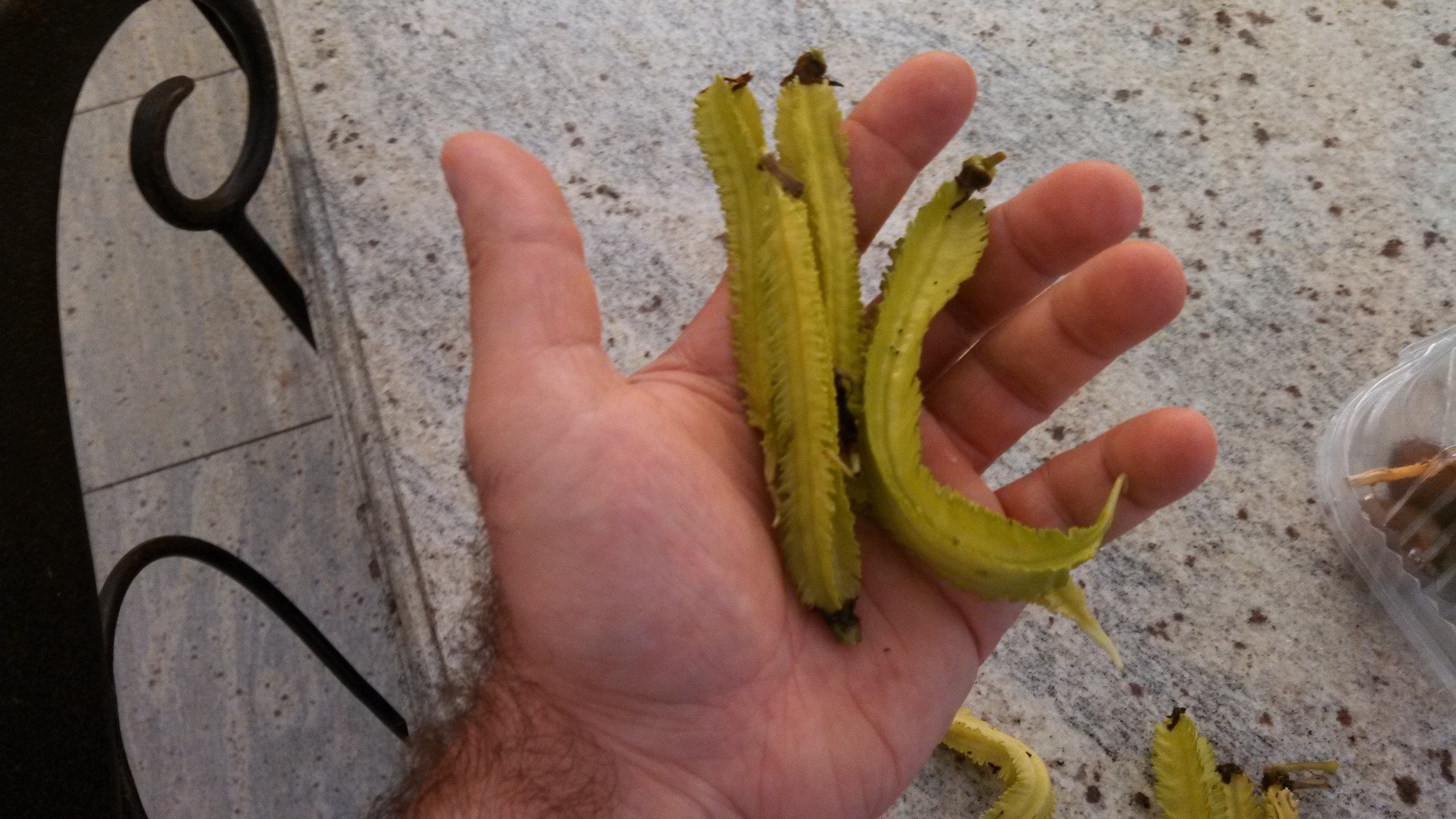
الفاصوليا المجنحة المزروعة في سرير سماد مرتفع مواجه للجنوب في ألباين، نيو جيرسي، الولايات المتحدة

على الرغم من أن الفاصوليا المجنحة تُفضل المناخ الدافئ والرطوبة العالية، إلا أنها تُعتبر نباتًا مُتكيفًا نسبيًا ويُمكن زراعته في مجموعة متنوعة من الظروف المناخية. إحدى أهم ميزات الفاصوليا المجنحة هي قدرتها على النمو في ظل هطول الأمطار الغزيرة، مما يجعلها مرشحًا مثاليًا لسكان المناطق الاستوائية الإفريقية.
على الرغم من أن الفاصوليا المجنحة تُفضل الرطوبة للنمو الأمثل، إلا أنها حساسة أيضًا للإجهاد الناتج عن الرطوبة [الإنجليزية] الزائدة والتشبع بالمياه. تُعتبر درجة الحرارة المثالية لنمو الفاصوليا المجنحة هي 25 درجة مئوية. تؤدي درجات الحرارة المنخفضة إلى قمع الإنبات، وتؤدي درجات الحرارة المرتفعة للغاية إلى تثبيط المحصول.
يُمكن أن تُؤثر حتى التغيرات المعتدلة في الظروف المناخية خلال موسم النمو على محصول الفاصوليا المجنحة. فلكل مرحلة من مراحل نمو النبات متطلبات مناخية مُعينة، وأي انحراف عن هذه المتطلبات قد يُؤثر على النمو والإنتاج. يمكن أن يؤدي زراعة الفاصوليا المجنحة في درجات حرارة منخفضة إلى زيادة إنتاج الدرنات. معدل توسع الأوراق أعلى في المناخ الدافئ. للحصول على أعلى إنتاجية، يجب أن تظل التربة رطبة طوال دورة حياة النبات. على الرغم من أن النبات استوائي، إلا أنه يمكن أن يزدهر في المناخ الجاف إذا سُقي جيدًا. إذا نضج النبات خلال الجزء الأكثر جفافًا من موسم النمو، تكون الغلة أعلى.
الفاصوليا المجنحة هي محصول تغطية فعال؛ فزراعتها على نفس مستوى الأرض يمنع نمو الأعشاب الضارة. كمحصول ترميمي، يمكن للفاصوليا المجنحة تحسين التربة الفقيرة بالمغذيات باستخدام النيتروجين عندما تُقلب التربة.

## المكونات

### التَغذِيَة
مصادر أخرى

## الاستخدامات

### الطبخ
تُعتبر الفاصوليا المجنحة من النباتات الغذائية المتكاملة، حيث يُمكن استهلاك جميع أجزائها من الأوراق والزهور والجذور إلى القرون والبذور، سواء نيئة أو مطبوخة. حتى البذور غير الناضجة يُمكن تناولها نيئة، بينما يُفضل طهي البذور الناضجة. تتميز جميع هذه الأجزاء بقيمتها الغذائية العالية، حيث تُعتبر مصدرًا غنيًا بالفيتامينات مثل فيتامين أ، فيتامين ج، والمعادن مثل الكالسيوم، والحديد، بالإضافة إلى عناصر غذائية أخرى. تكون هذه القرون في أوج نضارتها وطعمها اللذيذ في هذه المرحلة. تبدأ الفاصوليا المجنحة في إنتاج هذه القرون بعد حوالي ثلاثة أشهر من الزراعة، مما يجعلها محصولًا سريع النمو نسبيًا. بالإضافة إلى القرون، تُستخدم أزهار الفاصوليا المجنحة أيضًا في تلوين الأرز والمعجنات. أما الأوراق الصغيرة، فيُمكن قطفها وإعدادها كخضروات ورقية شبيهة بالسبانخ، حيث تُطهى وتُقدم طبقًا جانبيًا أو تُضاف إلى أطباق أخرى. تتميز جذور الفاصوليا المجنحة بقيمتها الغذائية العالية أيضًا، حيث تُعتبر مصدرًا غنيًا بالبروتين (حوالي 20%)، مما يجعلها تتفوق على العديد من الخضروات الجذرية الأخرى في محتواها من البروتين. كما تُضفي هذه الجذور نكهة جوزية مميزة على الأطباق التي تُضاف إليها. لا تقتصر القيمة الغذائية العالية على الجذور فقط، بل تحتوي الأوراق والأزهار أيضًا على نسبة جيدة من البروتين تتراوح بين 10 و 15%.

تُعتبر بذور الفاصوليا المجنحة مصدرًا غنيًا بالبروتين والدهون، حيث تحتوي على حوالي 35% بروتين و 18% دهون. تتطلب هذه الأطعمة طهيًا لمدة تتراوح بين ساعتين إلى ثلاث ساعات لتدمير مثبطات التربسين [الإنجليزية] والراصات الدموية التي تمنع الهضم. يمكن تناولها مجففة أو محمصة. تُنتج البذور المجففة والمطحونة دقيقًا مفيدًا، ويمكن تحضيرها لصنع مشروب يشبه القهوة [الإنجليزية].

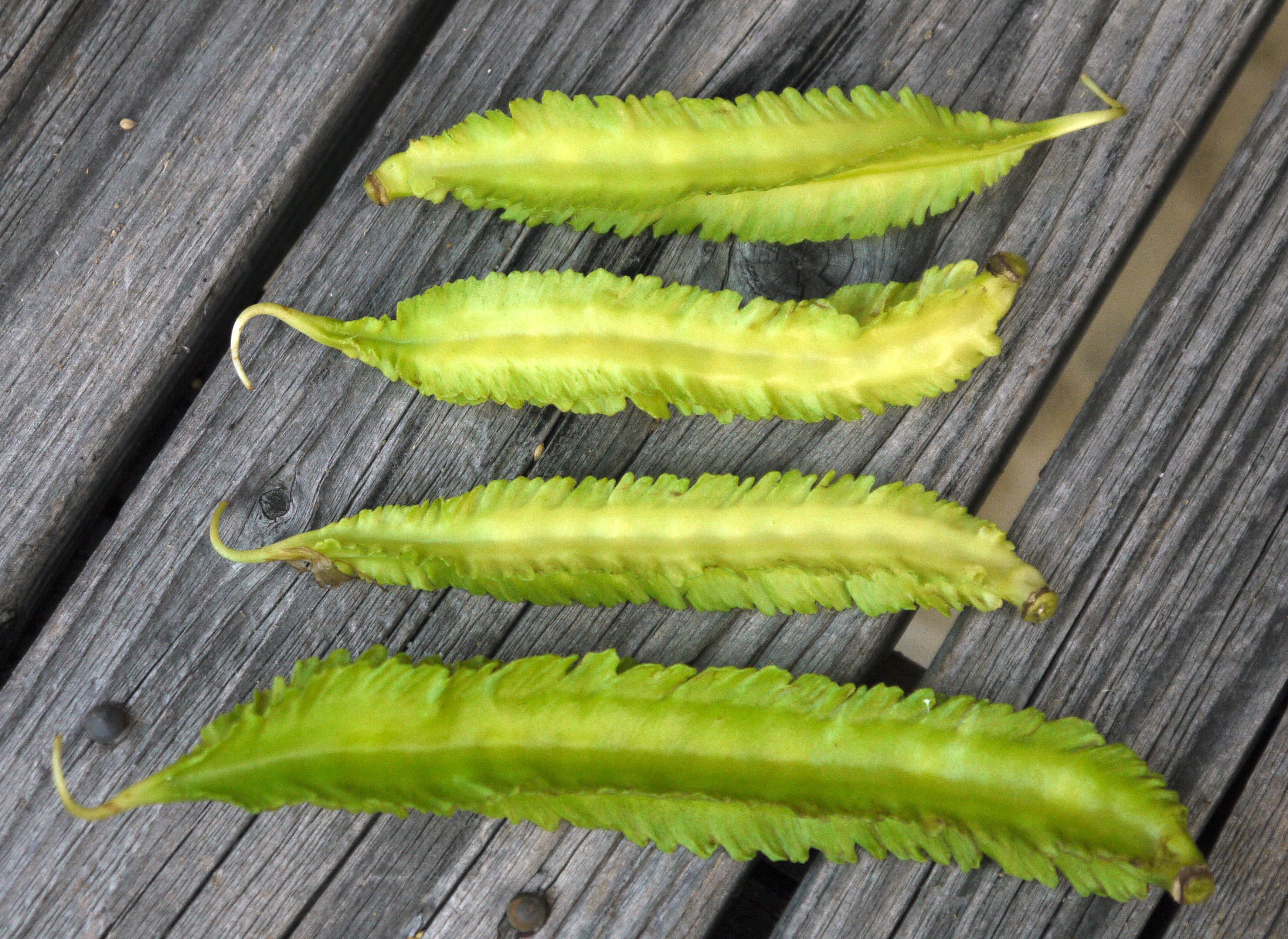
قرون الفاصوليا المجنحة
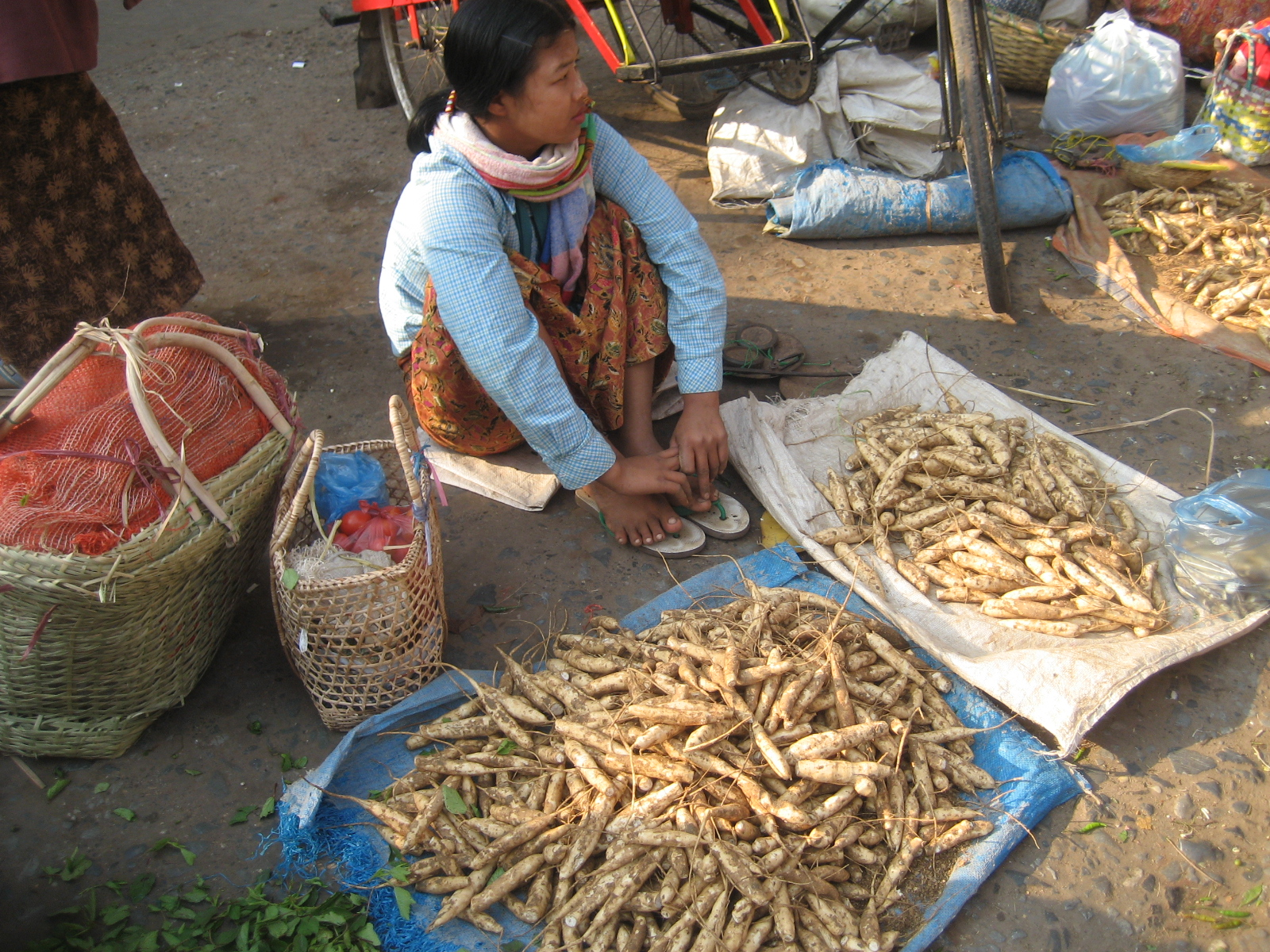
امرأة بورمية شابة تبيع جذور الفاصوليا المجنحة في أحد الأسواق في ماندالاي
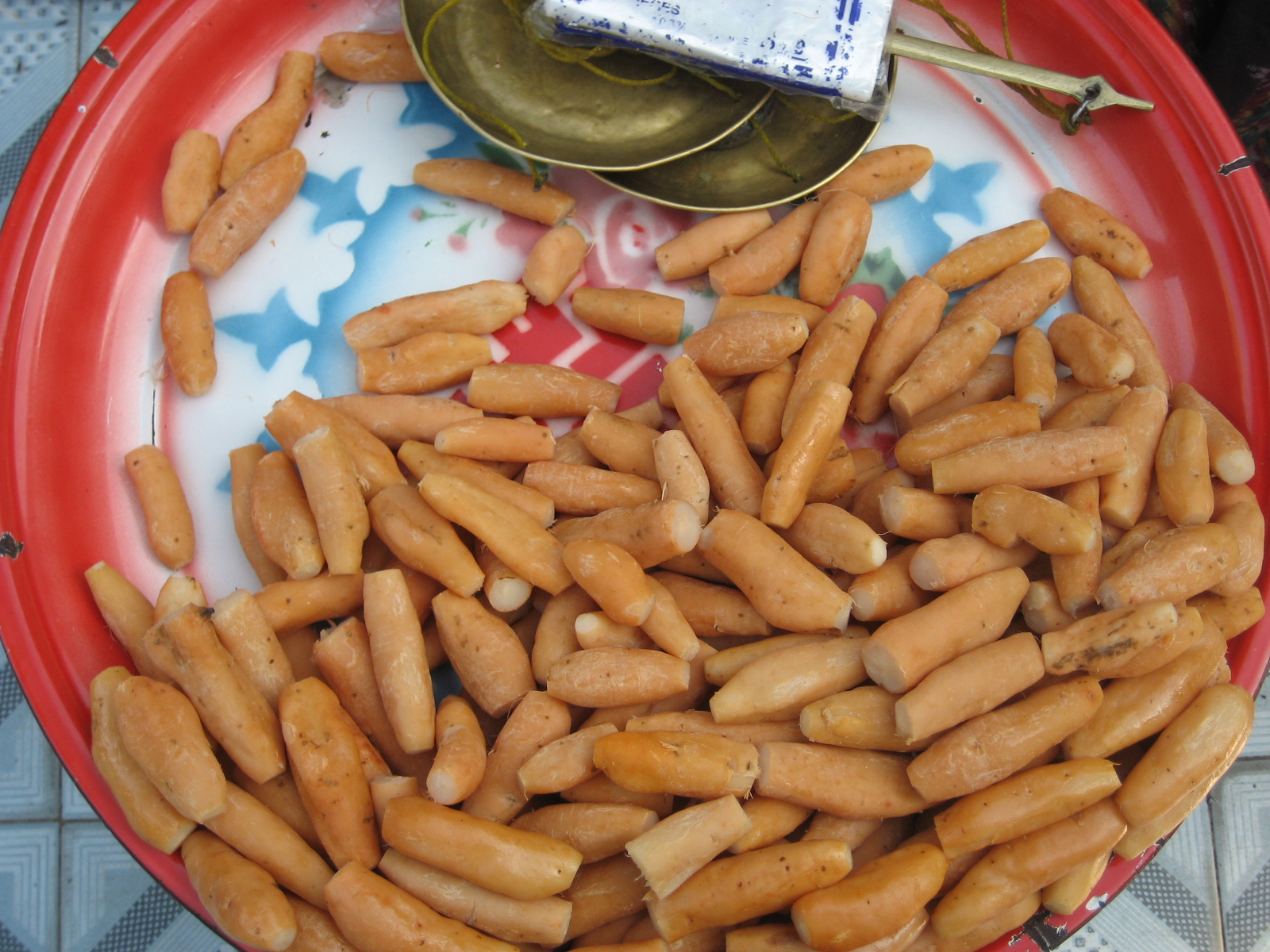
جذور الفاصوليا المجنحة المسلوقة تقدم كوجبة خفيفة في بورما
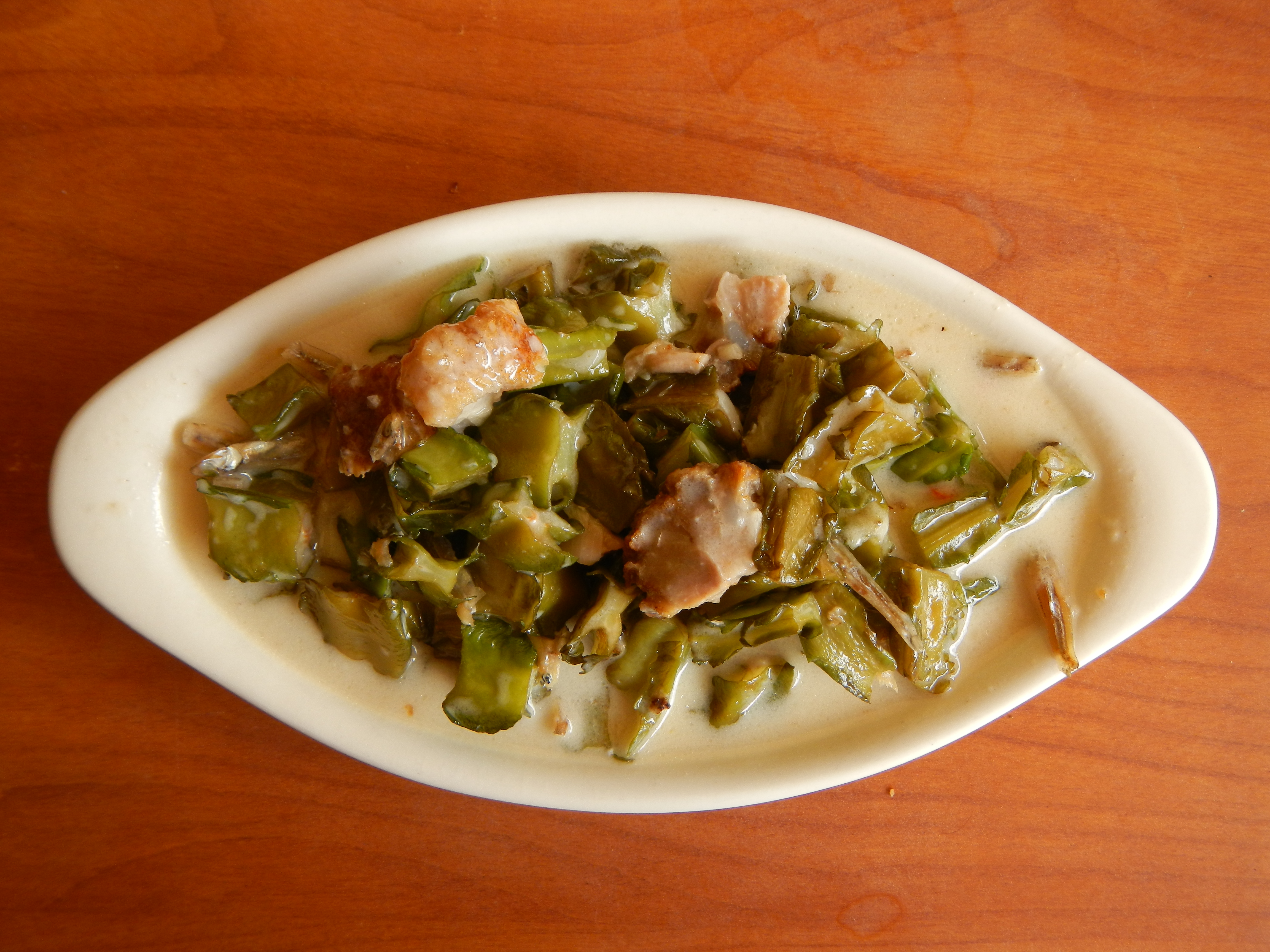
جيناتانج سيجاريلياس [الإنجليزية]، طبق فلبيني من الفاصوليا المجنحة (سيجاريلياس) في حليب جوز الهند

بالإضافة إلى محتواها العالي من البروتين، تُعتبر الفاصوليا المجنحة غنية أيضًا بالتوكوفيرول. يُمكن تحويلها إلى حليب نباتي عن طريق مزجها بالماء واستخدام مستحلب. يُشبه حليب الفاصوليا المجنحة حليب الصويا في قوامه وبعض خصائصه، ولكنه يتميز بمذاق أخف وأقل قوة من نكهة الفاصوليا الغنية الموجودة في حليب الصويا. طعم الفاصولياء النيئة لا يختلف كثيراً عن طعم الهليون.
تباع القرون المدخنة والبذور المجففة والدرنات والأوراق في الأسواق المحلية في جنوب شرق وجنوب آسيا. يمكن أن تكون البذور الناضجة ذات سعر مرتفع.

### كعلف للحيوانات
تُعتبر الفاصوليا المجنحة مصدرًا غذائيًا واعدًا ليس للإنسان فحسب، بل أيضًا للحيوانات المختلفة، بما في ذلك، الحيوانات المجترة والدواجن والأسماك وغيرها من الماشية.
تُعتبر الفاصوليا المجنحة مصدرًا واعدًا للبروتين منخفض التكلفة في تغذية الأسماك التجارية [الإنجليزية]، تُشكل تكلفة العلف تحديًا كبيرًا لمزارع الأسماك، خاصةً في المناطق التي تُعتبر فيها المصادر التقليدية للبروتين، مثل دقيق السمك [الإنجليزية]، نادر ومكلف للغاية، كما هو الحال في أفريقيا. يمكن لسمك السلور الأفريقي ذو الأسنان الحادة، وهو سمك غذائي ذو قيمة عالية في أفريقيا، أن يأكل الفاصوليا المجنحة. في منطقة مرتفعات بابوا غينيا الجديدة حيث تزدهر الفاصوليا المجنحة، تُستخدم قشورها علفًا للخنازير المستأنسة ومكملًا غذائيًا.

## الملاحظات
1. ↑  رغم أنها تبدو مسطحة في بعض الأحيان
2. ↑  الفاصوليا
3. ↑  Psophocarpus
4. ↑  Fabaceae
5. ↑  التعريشات
6. ↑  مضادات الأكسدة التي تسهل استخدام فيتامين أ في الجسم
7. ↑  المطبوخة وغير المطبوخة